# Ye型蒸汽机车
Ye型蒸汽机车（俄语：Паровоз Е）是苏联铁路使用的一款干线货运蒸汽机车。该车又分为Yea, Yek, Yel, Yef, Yem, Yemv and Yes等分支 (俄语：Паровоз Е; Еа, Ек, Ел, Еф, Ем, Емв , Ес)，因此被人称之为“俄罗斯德加宝”（Russian Decapods）。机车由ALCO和Baldwin于一战期间和二战期间先后为俄罗斯帝国铁路和苏联铁路制造。除此之外，中国铁路、芬兰铁路和朝鲜铁路也使用该款机车。

## 历史

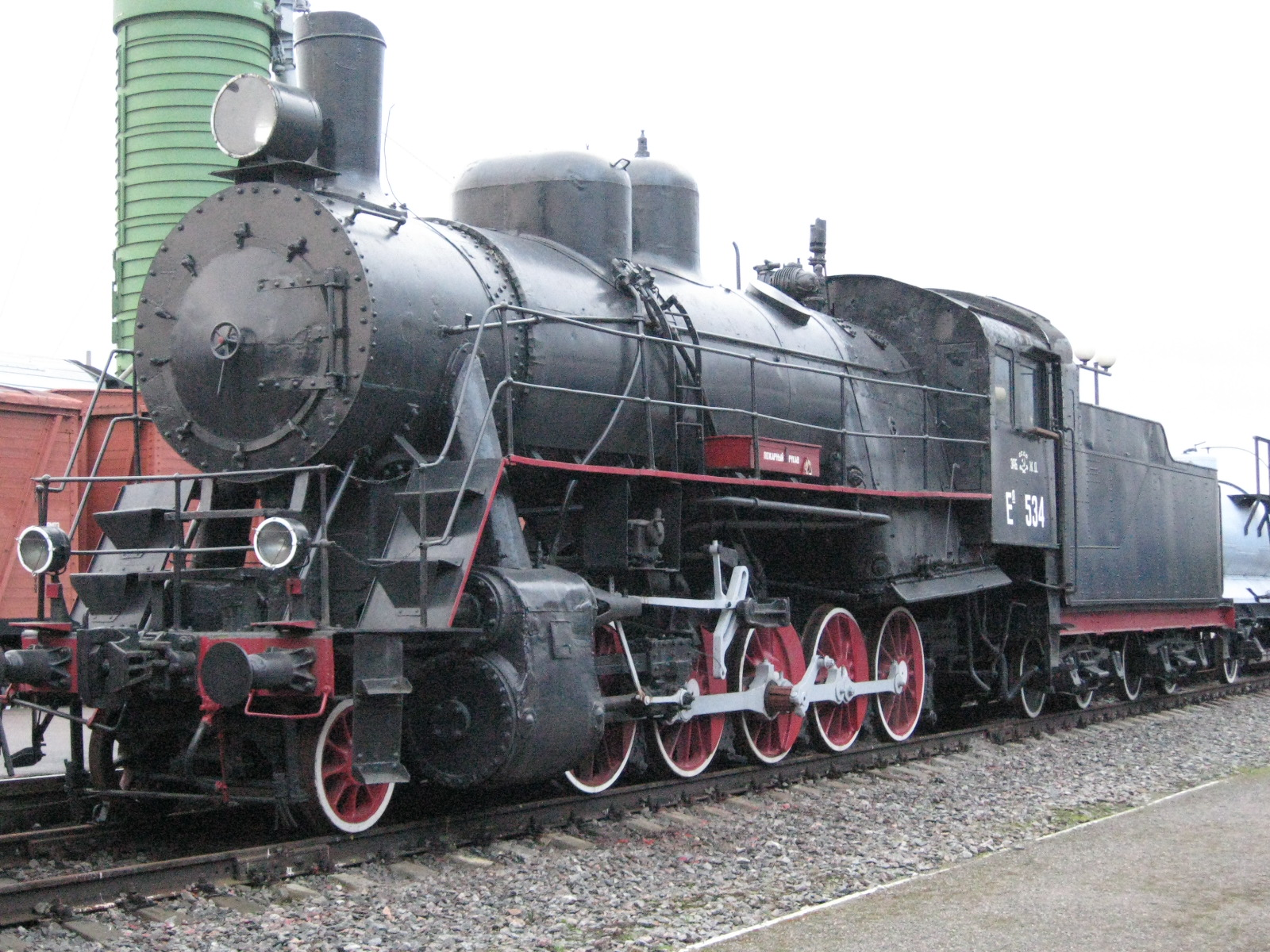
俄罗斯帝国铁路Ел-534号机车

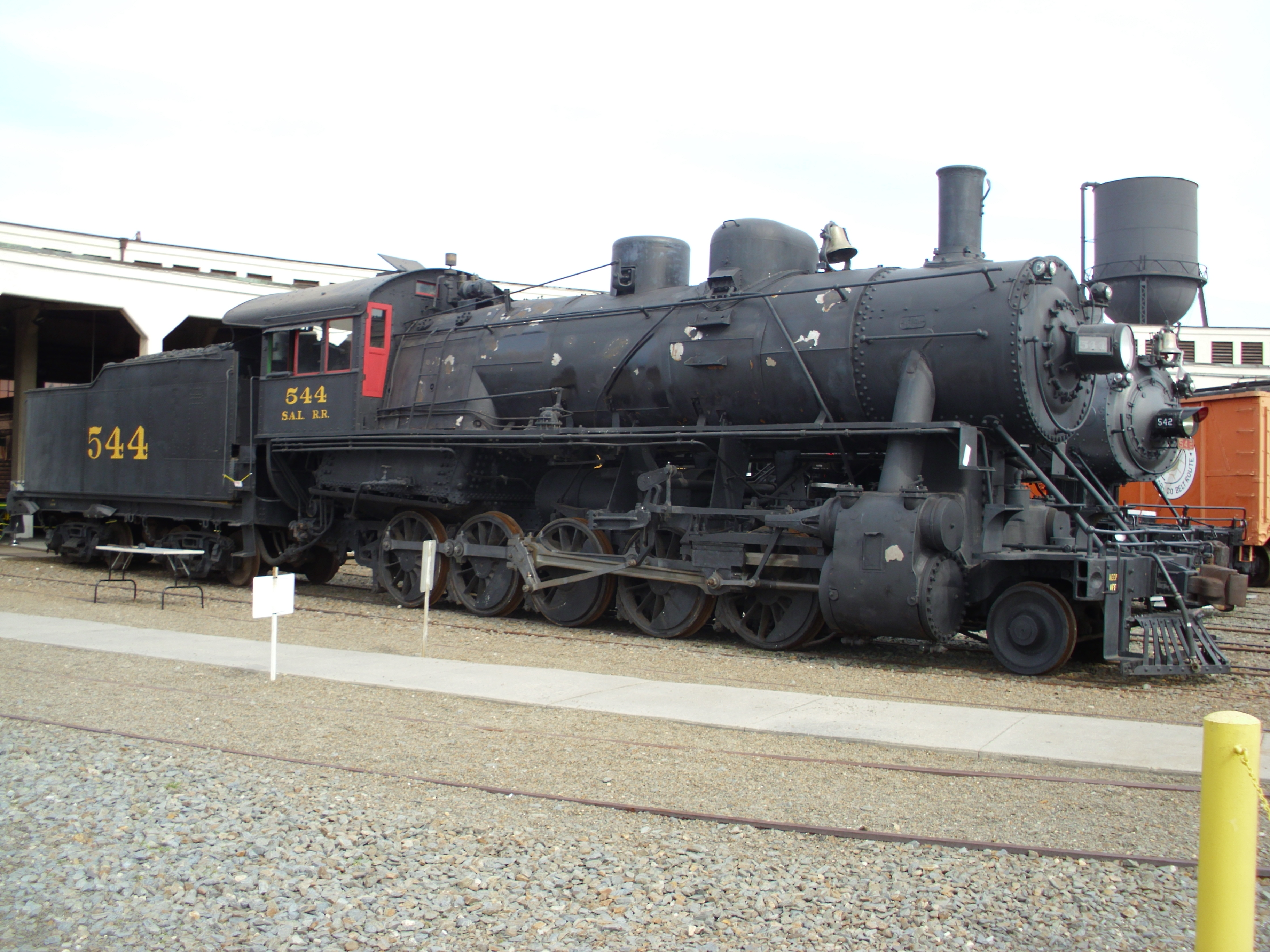
海岸线航空铁路544号蒸汽机车

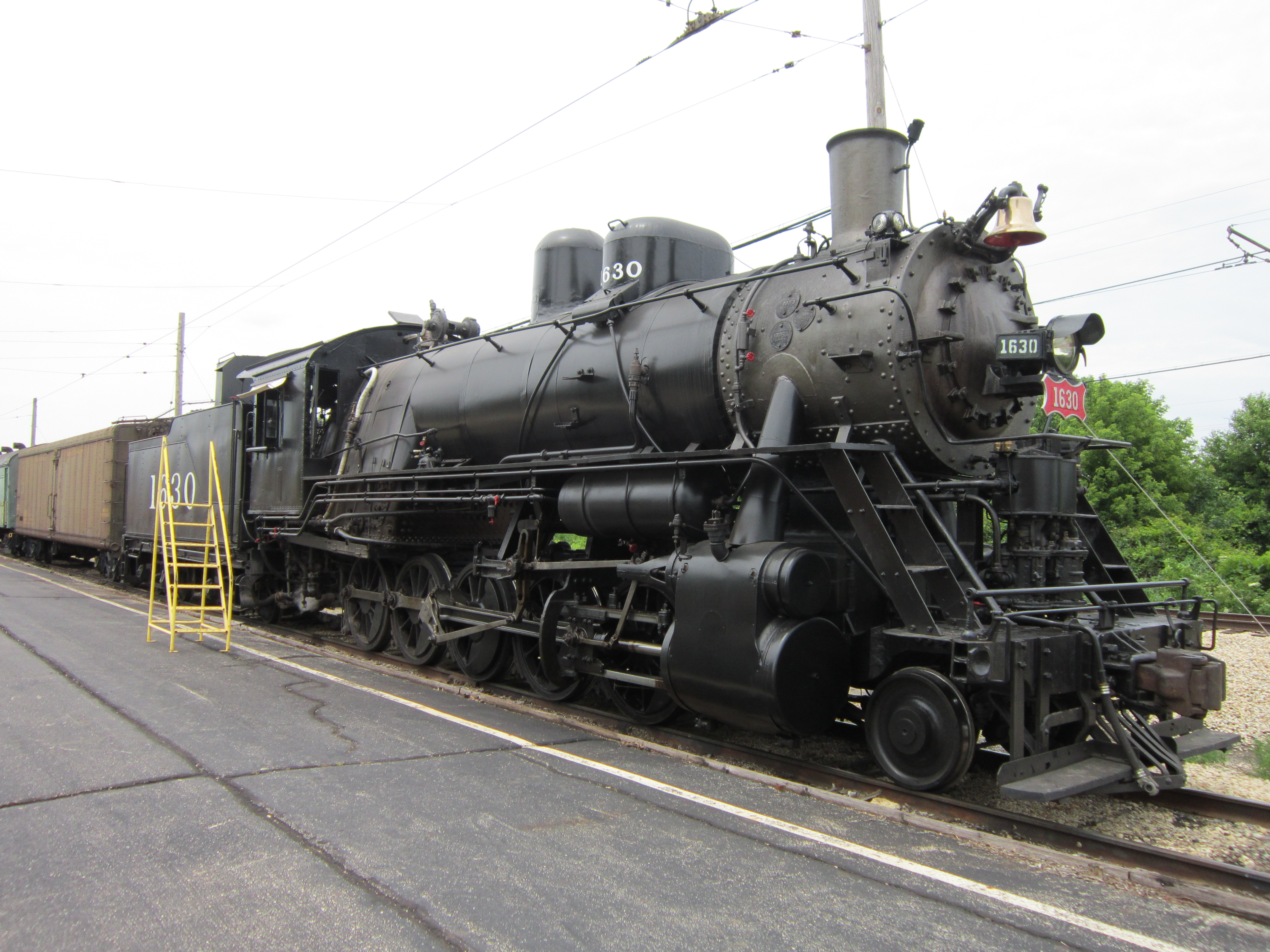
圣路易斯-旧金山铁路1630号蒸汽机车

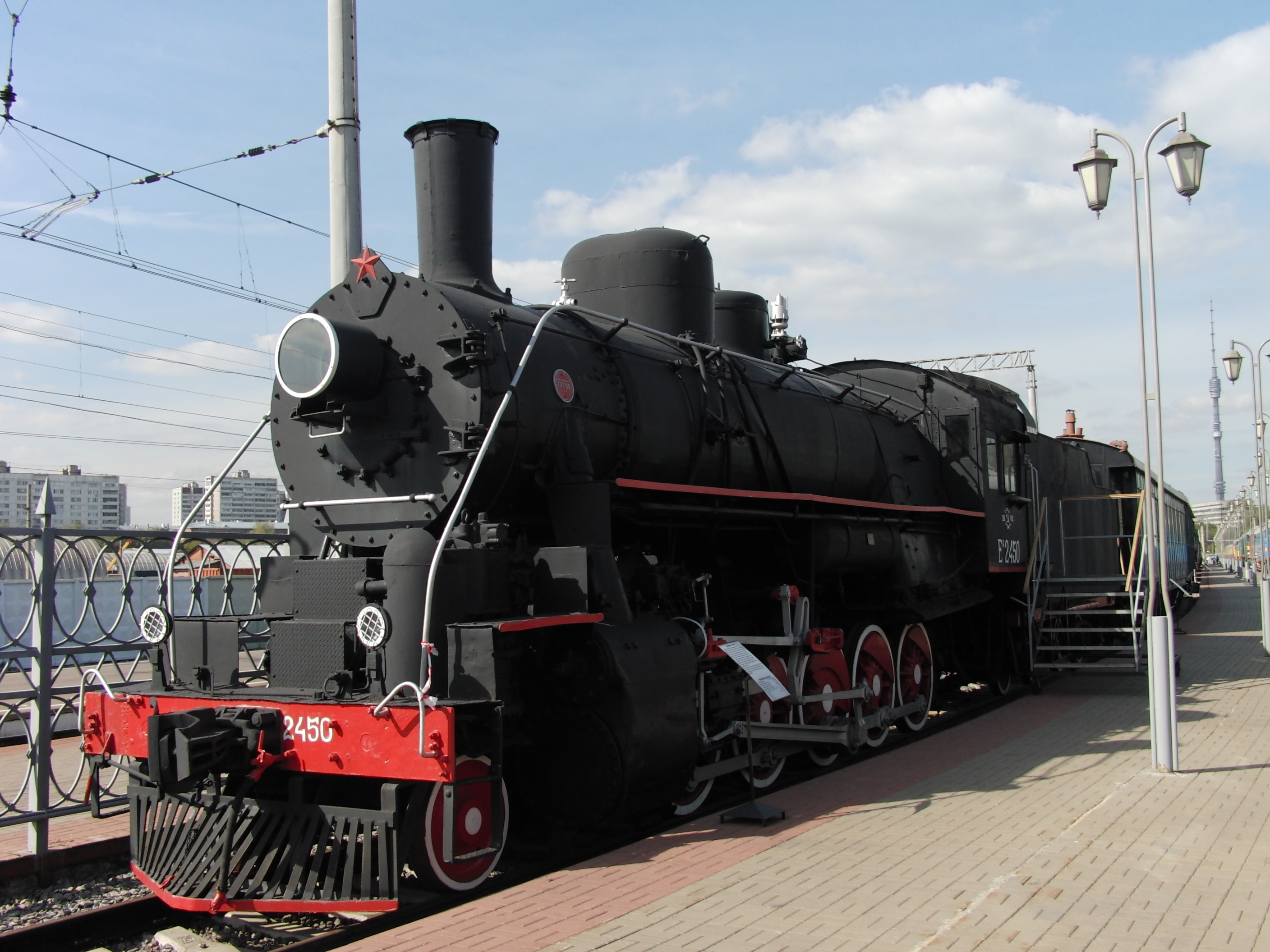
苏联铁路Еа-2450号机车

### 俄罗斯帝国铁路Ye型
1914年，俄国参加一战，并以O型蒸汽机车为牵引机车，但并不能满足军运需要，于是美国开始为俄国制造Ye型蒸汽机车。1915年，首批400台Ye型运至俄国。值得注意的是，这些机车没有制动机。这是由于这些机车原定配备西屋制动机，但却不符合俄罗斯铁路的要求。因此，受西屋在彼得格勒的股份公司委托，这些机车抵达符拉迪沃斯托克后，首先被送往哈尔滨东清铁路的主要车间安装制动设备，准备送到俄罗斯欧洲部分的铁路。与此同时，有44台Ye型调往东清铁路，后来被满铁收编为デカニ型。在试用成功后，俄国又续订了475台机车。
在1917年，美国加入协约国，为了扩大在协约国内的影响力，美国计划制造更多的Е型蒸汽机车给俄国。然而机车生产被布尔什维克革命打断，仅有50台运抵俄国，剩下200台已经造好的机车被迫留在美国。美国铁道管理局将这些机车改为标准轨轨距，并分配给国内各铁路公司。伊利铁路获得75台机车，海岸线航空铁路获得40台机车，圣路易斯-旧金山铁路获得21台机车（原计划分配给南部铁路，但在1920年转交圣路易斯-旧金山铁路），其余机车被22家铁路公司分配；而剩下200台的订单也被取消。

### 苏联铁路Ye型
经过与德国两年多的战争，苏联的铁路系统遭到破坏，约16,000台机车被各种爆炸所破坏。虽然苏联付出了很多的努力投入重建，但是仓促建设意味着它的铁路不能支持轴重超过18吨的机车。有的工厂没有设备生产机车，所以苏联决定从美国订购Ye型蒸汽机车。1944年，第一台Е型蒸汽机车出产，其后缀名叫“A”（美国），因此被称之为Еа型。ALCO制造2001号以下的机车，Baldwin制造2201号以下的机车。在1945年两家工厂开始采用一种新的设计，制造Ем型（现代化）。
战后苏联将Ye型调往远东地区使用，有一部分被援助给中华人民共和国和朝鲜民主主义人民共和国。

### 芬兰铁路Tr2型
芬兰铁路在第二次世界大战结束后从美国获得20台原计划运往苏联而未交付之的Е型蒸汽机车。这20台机车中有10台由鲍尔温机车厂生产，10台由美国机车公司生产。虽然芬兰铁路轨距与苏联铁路轨距相差4毫米，但20台Е型蒸汽机车同样也需要变动轨距。
20台Е型蒸汽机车被芬兰铁路命名为Tr2（Tavarajuna, Raskas，“重载货运列车”之意），而Tr2这一机车代号也被昵称为Truman（第33任美国总统哈里·S·杜鲁门）。这些机车于1968年退役。
1319号（1947年美国机车公司生产，出厂编号75214号）机车保存在位于許溫凱市的芬兰铁路博物馆里。

### 中国铁路DK2型
东清铁路拥有44台Е型机车。1931年九一八事變后，日军侵占黑龙江省，控制了除中东铁路以外的黑龙江地区各铁路。1932年，日本控制的傀儡政权满洲国成立，中東鐵路改由苏联與滿洲國合營，更名為北滿鐵路。苏联于1935年3月將北滿鐵路以1亿4千万日元卖给满洲国。这些Е型机车被南满洲铁道接收后一度编为デカA型（DekaA），后又将这些机车变为标准轨轨距，编为デカニ（Dekani）型。战后，上述机车先后被中华民国交通部和中华人民共和国铁道部接收。
1949年后，苏联亦向中国援助16台Е型机车。60台Е型蒸汽机车在1959年被中华人民共和国铁道部命名为DK2型，使用号段为71-130。DK2-114目前在中国铁路呼和浩特局集团有限公司包头西机务段段内静态展示。

### 朝鲜铁道省데가하型/8100系列
第二次世界大战结束后，苏联向朝鲜民主主义人民共和国提供一批数量不明的Е型蒸汽机车，大部分是Еа型。 朝鲜铁道省最初给此型机车命名为“데가하”（Degaha） ，但后来改称8100系列蒸汽机车。其中一台编号为8143的蒸汽机车于1993年在中国图们有目击记录；而另一台编号为8112号的蒸汽机车至少运用到2007年。